# Askýfou
Askýfou, ou Askifou, (en grec: Ασκύφου) est un plateau de Crète, en Grèce. Il est situé dans le nome de La Canée, à environ 50 kilomètres au sud-est de La Canée et à 13 kilomètres au nord de Sfakiá. Il abrite quatre villages : Ammoudári, Goní, Karés et Petrés.
Le plateau est entouré des Montagnes blanches, à une altitude d'environ 750 mètres. Au sud commencent les gorges d'Imbros, un des seuls chemins d'accès vers Sfakiá.
Le 21 août 1866, c'est à Askýfou qu'est proclamée l'union de la Crète à la Grèce, ce qui déclenche la révolte crétoise de 1866 contre l'occupation ottomane.

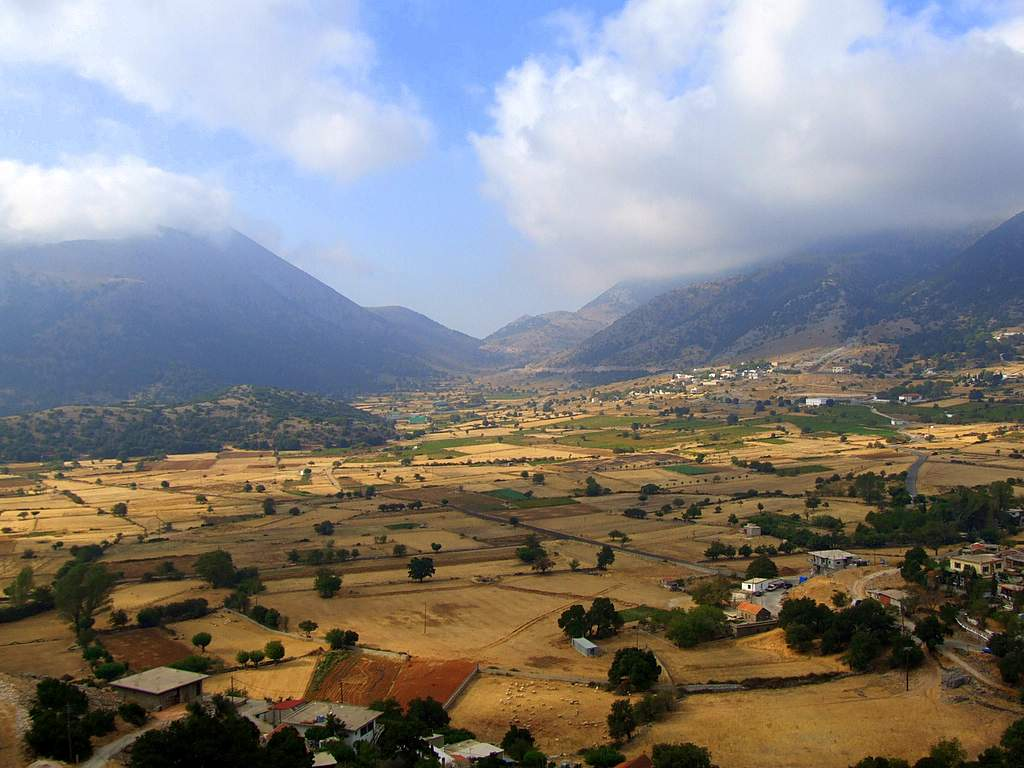
Plateau d'Askýfou. En arrière-plan, le début des gorges qui mènent vers Sfakiá.
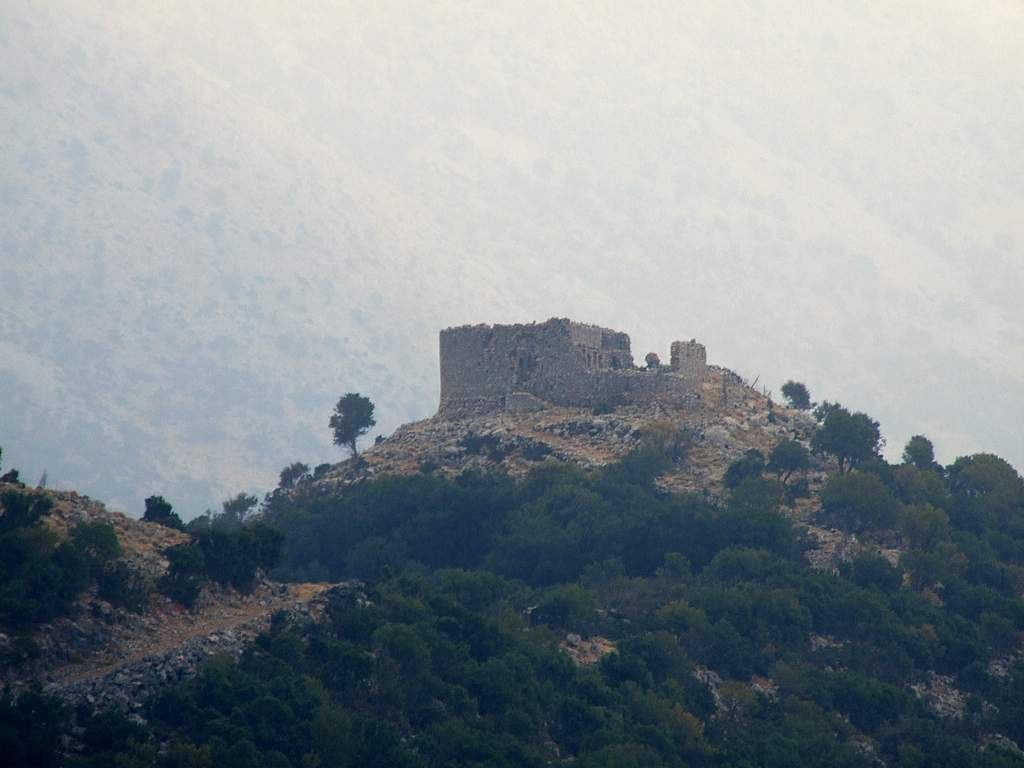
Château qui domine le plateau.